# John Insprucker
John L. Insprucker (nacido el 7 de octubre de 1956) es un ingeniero aeroespacial estadounidense y coronel retirado de la Fuerza Aérea que actualmente trabaja en SpaceX como ingeniero principal de integración. Fue galardonado como parte del Muro de Honor del Museo Nacional del Aire y el Espacio de Estados Unidos.
En 1978, a los 22 años, Insprucker se unió al programa del Cuerpo de Entrenamiento de Oficiales de la Reserva de la Fuerza Aérea de los Estados Unidos en la Universidad de Míchigan. Pasó toda su carrera dedicada a las operaciones de lanzamiento espacial, el desarrollo de cohetes espaciales y el desarrollo y despliegue de naves espaciales, incluso haciendo un servicio de cinco años entre 2000 y 2005 en el Complejo de Lanzamiento Espacial de la Base de la Fuerza Aérea Vandenberg, que actualmente está siendo alquilado a SpaceX.

## Carrera en Vandenberg
John Insprucker comenzó a trabajar en Vandenberg en 1980 como técnico de plataforma, carga útil y cohetes. Durante sus primeros cinco años, ayudó con 17 lanzamientos de éxito del Titan NIB y IIID/34D y 9 etapas superiores del Agena. Luego fue a unirse a la Secretaría de la Oficina de Proyectos Especiales de la Fuerza Aérea como jefe de la división de control de actitud de la nave espacial. Durante este tiempo participó en el desarrollo del software utilizado para los satélites de reconocimiento para la Oficina Nacional de Reconocimiento (NRO), donde fue elogiado por salvar un satélite dañado de una falla del Sistema de Control de Actitud (ACS). Mientras trabajaba con la NRO, Insprucker dirigió un departamento de 60 personas para fabricar un sistema NRO Space de $2,5 mil millones. También se desempeñó como gerente de programa para un satélite de seguimiento de $700 millones. Entre 2000 y 2005, estuvo destinado en la Base de la Fuerza Aérea Vandenberg, desde donde se lanzaron con éxito 11 cohetes Titan II y Titan IVB, primero como director adjunto del programa de 2000 a 2002, y luego como comandante del programa Titan de 2003 a 2004. En 13 de agosto de 2003, un Titan IVB en el Complejo de lanzamiento espacial 40 de Cabo Cañaveral sufrió una fuga de tetróxido de nitrógeno causada por una bomba de combustible defectuosa. Insprucker anunció el 3 de octubre de 2003 que la fuga se debió a un mal funcionamiento de la bomba de propulsor y no a un problema relacionado con el equipo de propulsor de Lockheed Martin. Desde el 13 de diciembre de 2003 hasta el 30 de noviembre de 2005, dirigió la operación de los cohetes Delta IV y Atlas V. Durante este tiempo, fue el director del vuelo inaugural del Delta IV Heavy, que en ese momento era el cohete activo más poderoso.

## Carrera en SpaceX
El 27 de noviembre de 2006, John Insprucker extendió su contrato a tiempo parcial en SpaceX a un contrato a tiempo completo en el que Elon Musk le encomendó supervisar el desarrollo del Falcon 9. Musk declaró que John Insprucker no estaría involucrado en presionar a la Fuerza Aérea de EE. UU. para comprar vuelos en cohetes SpaceX. John ocupa actualmente el puesto de ingeniero principal de integración en SpaceX, mientras que participa ocasionalmente de los webcasts de SpaceX, siendo estos los de algunos lanzamientos históricos de SpaceX como el COTS-2 (primera nave espacial privada en acoplar a la Estación Espacial Internacional), primer re-vuelo de un cohete (SES-10), la prueba de vuelo del Falcon Heavy, prueba de aborto de Dragon In-Flight, y Demo-2 (primer lanzamiento tripulado de SpaceX).
Según los fanáticos de SpaceX, John Insprucker es considerado por la opinión popular como el mejor anfitrión de transmisiones web de SpaceX, recibiendo una alta valoración de los reporteros de vuelos espaciales y de Elon Musk. Los fanáticos lo consideran un gran anfitrión debido a que «es un profesional absoluto que sabe lo que está haciendo. Entrega información de una manera muy constante y completa, mientras comete muchos menos errores que otros anfitriones.»
El 2 de febrero de 2021, sorprendió a todos los fanáticos de SpaceX durante la prueba de vuelo de gran altitud Starship SN9: las pruebas y la transmisión tomaron menos de 15 minutos, pero nadie esperaba un comentario, basado en la prueba anterior de SN8, que no fue comentada. Pero poco después de que comenzara la transmisión, tomó el relevo con su voz para explicar y comentar sobre la prueba. Incluso en ese caso mostró su gran profesionalidad, a pesar de no ser un lanzamiento de rutina sino una prueba experimental. Finalmente, involuntariamente comentó irónicamente sobre el "RUD" (Desmontaje Rápido No Programado) diciendo que «Nos pusimos a trabajar un poco en ese aterrizaje [...]».